# Mukhtarbai Otelbaev
Mukhtarbai Otelbaevich Otelbaev (em russo:  Мухтарбай Отелбаевич Отелбаев; Kordai, 3 de outubro de 1942) é um matemático do Cazaquistão. Trabalha com equações diferenciais parciais e análise funcional.
Otelbaev estudou matemática a partir de 1966 na Universidade Estatal de Moscou, obtendo o diploma em 1969, o doutorado em 1972 orientado por Boris Levitan, com a tese On The Spectre of Some Differential Operators (em russo) e a habilitação em 1978, orientado por Anatoliĭ Gordeevich Kostyuchenko. 
Em 2013, apresentou uma solução analítica para o problema do Milênio do Instituto Clay "Equações de Navier-Stokes". Esta não é uma solução computacional.
Desde então, os cientistas estão tentando corroborar este caso para toda a Física dos Fluidos e assim, referendar este resultado, tornando a resposta definitiva para o problema citado.

## Obras
- com K. T. Myrnbaev: Весовые функциональные пространства и спектр дифференциальных операторов , Moscou: Nauka 1988
- Existenz einer starken Lösung der Navier-Stokes-Gleichung (em russo), Matematicheskiy zhurnal, Volume 13, 2013, p. 5–104 (Projekt englischer Übersetzung, Github)